# Волосна управа
Волосна управа, волосне правління — станово-адміністративна установа для управління селянами в Російській імперії.
1) Волосна управа для державних селян була створена указом російського імператора Павла I від 7 серпня 1797 і поширювала свої функції на близько 3 тис. ревізьких душ, а після реформи 1837 — на 6 тис. осіб.
Займалася питаннями громадського, поліцейського, господарського і фінансового управління, розв'язанням судових справ, зокрема запровадженням
і дотриманням порядку в селянських господарствах, стягненням податків, постачанням рекрутів, утриманням хлібних запасних магазинів, опередженням поширення епідемій і епізоотій, а також опікувалася малолітніми сиротами, запобігала жебрацтву. Вона ж видавала паспорти селянам для виїзду із сіл, на ярмарки та стежила за відвідуванням селянами храмів у свята та дотриманням обрядів.
До її складу входили волосний голова (обирався на 2 роки), сільський староста того села, де вона перебувала, і писар. Волосний голова, крім виконання адміністративних функцій, з'ясовував дрібні селянські правопорушення, брав участь у розслідуванн
і незаконних порубок лісів, з'ясовував конфлікти в селянському середовищі, проводив досудове слідство.
Він же оприлюднював укази у храмах та на зборах. Із 1824 писарю виплачувалося жалування та рекомендувалося обирати його з місцевих грамотних селян, а в разі відсутності таких — наймати.
Із 1828 запроваджувалося покарання членів правління за здирство віддачею під суд. Внаслідок реформи державних селян 1838 до
складу управи введено 2-х засідателів, а виборного писаря замінено на призначуваного. Виборні голова і засідателі (на 3 роки) схвалювалися начальником окружного правління державних маєтностей за погодженням з головою казенної палати і губернатором.
Тоді ж реформа була поширена і на західні губернії Російської імперії.
Управа підпорядковувалася окружному начальнику, в її ж віданні перебували сільські старшини.
Повноваження управи збільшувалися за рахунок охорони земельних угідь волості, організації переселення селян в інші губернії, віддавання мирських маєтків в оброчне користування, наділення селянам при недородах насіння і збіжжя.
У зв'язку зі скасуванням кріпосного права управи були передані у відомство МВС. Управа містилася по черзі в селянських хатах, або для неї будувалося власне приміщення на зібрані селянами кошти. Там зберігалися громадські кошти, документи та журнали статків і видатків, ведення яких
могли перевіряти губернський прокурор, стряпчий і губернатор.
Ліквідована 1866, коли державних селян було передано у відання загальних губернських і повітових установ з поширенням на них Положення від 19 лютого 1861.
2) Волосна управа (волосне правління) — виконавчий орган
селянського станового самоврядування, запроваджений внаслідок ліквідації кріпацтва (див. Селянська реформа 1861). Її влада поширювалася на волость з населенням від 300 до 2 тис. душ. На такий
розподіл впливали прохання поміщиків та інтерес держави щодо забезпечення сплати податків. До складу управи входили волосний старшина, сільські старости волості та писар. Останній міг бути як обраним, так і призначуваним.
Якщо волость складалася з однієї громади, то до складу волосної управи замість старости обирався помічник старшини.
Спершу була колегіальним органом, згодом, із розширенням компетенції сільських сходів, управа ставала державною бюрократичною установою, в якій діяльність селян фіксувалася в журналах. Їхня кількість постійно зростала й дійшла до 100. Управа здійснювала стягнення податків і недоїмок, розподіляла й контролювала виконання натуральних повинностей, продавала селянську землю за борги, а також вела облік нижніх
чинів запасу. Брала участь у виділенні призовників для строкової служби та виконанні військовок інної повинності. Сприяла чиновникам акцизного відомства у зборі відомостей про вирощування тютюну. Волосні управи підпорядковувалися в лівобережних і південних українських губерніях із 1874 мировому посереднику, а після ліквідації цієї посади — повітовим у селянських справах присутствіям. Із 1889 вони перейшли у відання земських дільничних начальників. У губерніях Правобережної України волосні управи постійно перебували під керівництвом мирових посередників. У своєму підпорядкуванні мали сільські управи. При кожній волосній управі 1861—1903 були
приміщення для утримання арештантів («холодні»).
Припинила діяльність 1917.